# Koronabehandlung
Die Koronabehandlung ist ein elektrochemisches Verfahren zur Oberflächenmodifikation von Kunststoffen.

## Gründe
Die meisten Kunststoffe haben eine unpolare, elektrisch gut isolierende und wasserabweisende Oberfläche. Sie ist schlecht durch Druckfarben, Lösungsmittel, wässrige Kunststoffdispersionen, Klebstoffe oder Haftvermittler benetzbar.
Dies gilt vor allem für Polyethylen-, Polypropylen- und Polyesterfolien.
Das Bedrucken solcher Kunststoffe (Folien oder räumliche Körper) oder ihre Weiterverarbeitung durch Kaschieren oder Beschichten ist deshalb nicht möglich.
Die Druckfarben würden nicht haften, bei der Herstellung von Verbundfolien würde Delamination eintreten.
Um die Benetzbarkeit und chemische Affinität zu verbessern, ist eine Oberflächenbehandlung notwendig. Die Koronabehandlung ist die am häufigsten angewendete Form solcher Behandlungen. Neben ihr existieren alternative Verfahren wie die Flammbehandlung, die Fluorierung und die Plasmabehandlung. Das Ziel aller dieser Methoden ist die Erhöhung der Polarität der Oberfläche.

## Praktische Durchführung
Die Koronabehandlung wird bei der Folienherstellung meist „in line“ am Ende des Fertigungsprozesses durchgeführt. Die Folienbahn wird dabei einer elektrischen Hochspannungs-Entladung ausgesetzt. Diese tritt zwischen einer geerdeten, polierten Walze aus Stahl oder Aluminium und einer eng anliegenden isolierten Elektrode auf. Je nach Anwendungsgebiet ist auch der Einsatz einer isolierten Walze gegen unisolierte Elektroden möglich.
Die Folie liegt dabei auf der polierten Walze auf, so dass nur die der Elektrode zugewandte Seite behandelt wird. Tritt ein Luftspalt zwischen der Walze und der Bahn auf, wird die Rückseite mit behandelt. Die Elektrode wird durch einen Hochfrequenzgenerator mit einer Wechselspannung von 10 bis 20 kV und einer Frequenz zwischen 10 und 60 kHz versorgt.
Räumliche Körper (wie z. B. Joghurtbecher) werden behandelt, indem sie sich um die Elektrode drehen.
In speziellen Offsetdruckmaschinen wird vor den eigentlichen Druckwerken ein Koronawerk angeordnet.

## Wirkungsweise
Der Mechanismus der Koronabehandlung ist trotz der weiten Verbreitung und zahlreicher veröffentlichter Arbeiten noch nicht vollständig geklärt.
Die Hauptrolle spielen aber wohl Oxidationsprozesse, durch die, je nach Folie, verschiedene polare Funktionelle Gruppen (z. B. Alkohole, Aldehyde, Carbonsäuren, Ester, Ether, Peroxide) gebildet werden.
Ein Abbau (radikalische Spaltung) der Polymere ist ebenfalls nachgewiesen.
Andererseits kann eine Vernetzung der Makromoleküle angenommen werden, da die Koronabehandlung die Siegelfähigkeit verschlechtert (Erhöhung von Glasübergangstemperatur Tg und Schmelztemperatur).
Die elektrische Entladung führt zu einer Ionisierung der Luft, was zur lokalen Bildung von Ozon führt. Das Ozon kann auf der Folienoberfläche ebenfalls oxidativ wirken.

## Wirksamkeit
Der durch die Koronabehandlung erzielte Effekt liegt in einer Erhöhung der Oberflächenspannung (Dynung) auf 38 bis 44 mN/m. Da die Oberflächenspannung durch dispersive und polare Wechselwirkungskomponenten zustande kommt, wird durch die Einführung polarer funktioneller Gruppen insbesondere der polare Anteil der Oberflächenspannung erhöht.
Um Fehler zu vermeiden, ist es wichtig, dass die Oberflächenspannung der Folie über der des Beschichtungsstoffes liegt. Außerdem sollte das Verhältnis zwischen polarem und dispersivem Wechselwirkungsanteil der Oberflächenspannung bei der Folie und beim Beschichtungsstoff möglichst ähnlich sein. Nur so können ein guter Verlauf und eine optimale Benetzung erreicht werden.
Der Einfluss der Behandlung nimmt mit der Zeit ab. Die Lagerfähigkeit der behandelten Folien ist deshalb begrenzt.
Bei einer Polyethylenfolie liegt die Oberflächenspannung ohne Behandlung bei 30 bis 32 mN/m.
Direkt nach der Behandlung werden, je nach Einstellung, Werte zwischen 38 und 44 mN/m erzielt. Nach 4 Wochen Lagerung tritt bereits ein Minimum der Oberflächenspannung auf. Die Werte liegen danach um ca. 10 % tiefer als direkt nach der Behandlung.

## Einflussfaktoren
Die Art der Folienherstellung (Blasen, Kalandrieren oder Extrudieren), die Temperatur der Polymerschmelze, die Reckverhältnisse und die Art der Abkühlung beeinflussen die spätere Wirksamkeit der Koronabehandlung. Zusätze zu den verarbeiteten Polymeren wirken sich meist negativ aus. Je höher z. B. der Anteil von Gleitmitteln in einer Folie, umso schwieriger wird die Koronabehandlung.

## Mögliche Probleme
Die Koronabehandlung ist trotz ihrer weiten Verbreitung nicht einfach zu beherrschen.
Eine ungleichmäßige Verteilung der elektrischen Entladung (unsymmetrischer Aufbau, Schwankungen der Foliendicke und -leitfähigkeit) kann zum „Durchschlagen“ führen. Dabei dringt die Entladung durch die Folie und hinterlässt Brandlöcher.

## Prüfmethoden
Einen Schnelltest stellt der Tintentest dar.
Er wird mit sogenannten „Dyn-Testtinten“ durchgeführt, die jeweils unterschiedliche Oberflächenspannungen aufweisen. Man fängt mit niedrigen Oberflächenspannungen an und arbeitet sich so lange vor, bis die Testtinte die Oberfläche nicht mehr benetzt. Polare und dispersive Wechselwirkungsanteile der Oberflächenspannung können mit dieser Methode nicht unterschieden werden.
Eine weitere Testmethode stellt die Randwinkelmessung bzw. Kontaktwinkelmessung dar.
Hierbei wird ein Flüssigkeitstropfen auf der Folienoberfläche platziert und unter starker Vergrößerung der Randwinkel (Kontaktwinkel) des Tropfens im Vergleich zur Oberfläche bestimmt. Je kleiner der Winkel, desto besser ist die Benetzung.
Durch Kontaktwinkelmessungen mit mehreren chemisch reinen Testflüssigkeiten mit bekannter Oberflächenspannung und bekannten dispersiven und polaren Anteilen können die polaren und dispersiven Anteile der Oberflächenspannung der Folie bestimmt werden.

## Arbeitssicherheit
Sowohl die Ströme der Entladungen als auch das entstehende Ozon stellen ein Gefahrenpotential dar.
Durch präventive Schutzmaßnahmen wie Isolation und eine ausreichend dimensionierte Absaugung kann Personengefährdung vermieden werden.
Da die Entladung der Hochspannung gegen eine geerdete Walze erfolgt, ist der Einsatz von Fehlerstromschutzschaltern ausgeschlossen.